# Colloseum
Colloseum (Eigenschreibweise COLLOSEUM) ist ein 1996 in Berlin von Silke und Rainer Schulz gegründetes Bekleidungsunternehmen. Im Jahr 2006 gab es 190 Geschäfte unter den Marken Colloseum Forever 18, Jennifer Taylor, Dream Girl, Nice, Hot Cherie und Tack. Zielgruppe waren Mädchen und junge Frauen zwischen 15 und 25 Jahren.
2020 hatte die Firma 1600 Mitarbeiter und über 200 Filialen. Anfang April 2020 stellte Colloseum beim Amtsgericht Duisburg einen Insolvenzantrag.